# Fensdorf
Fensdorf là một đô thị thuộc huyện Altenkirchen, bang Rheinland-Pfalz, phía tây nước Đức. Đô thị Fensdorf có diện tích 2,17 km², dân số thời điểm ngày 31 tháng 12 năm 2006 là 430 người.